# 細川利和
細川 利和は、江戸時代の肥後国熊本新田藩の人物。
6代藩主・細川利庸の子で、7代藩主細川利国、8代藩主細川利愛の弟。漢文学者、能書家として知られた。